# Каппони

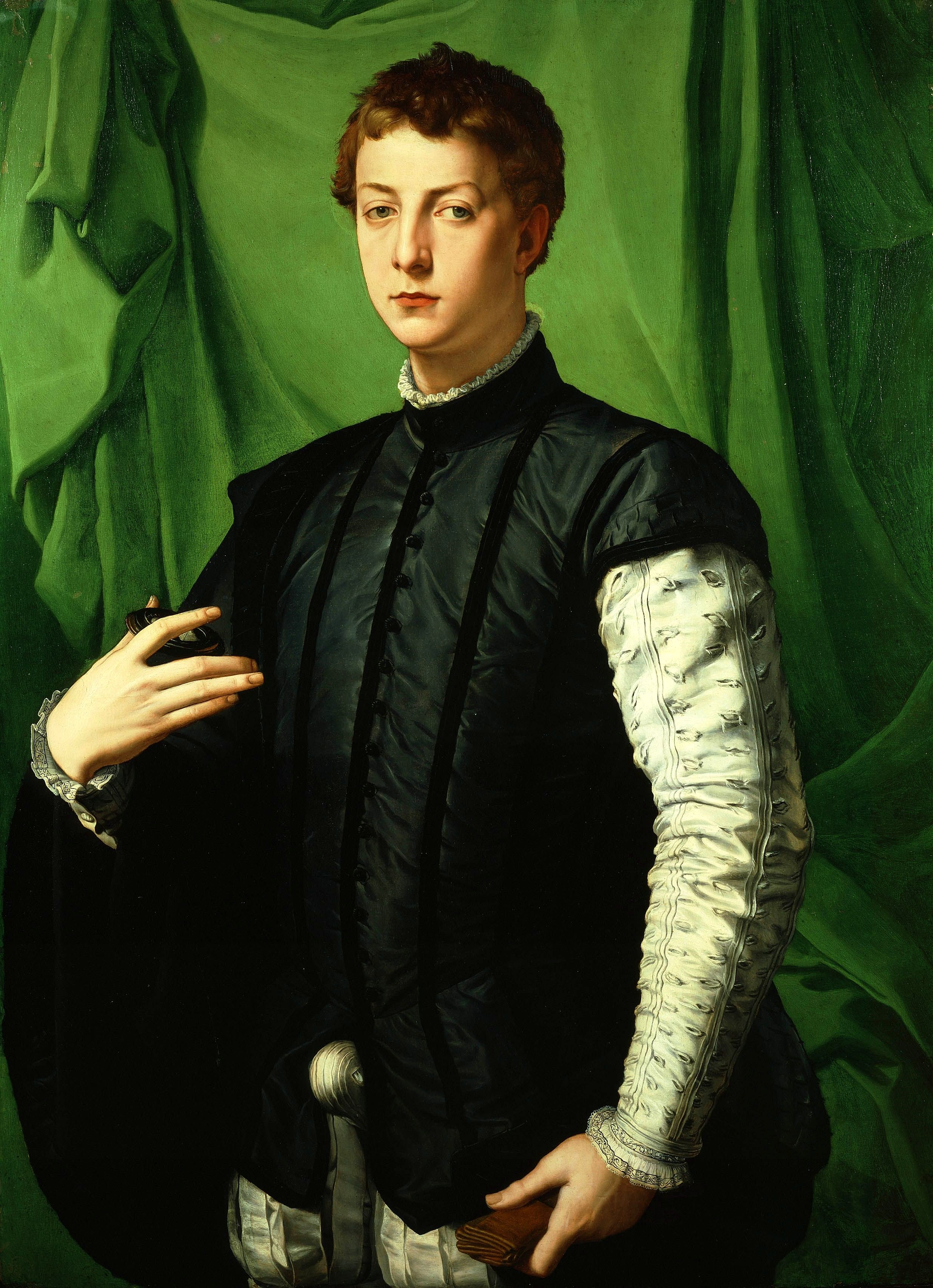
Бронзино. Портрет Лодовико Каппони-младшего, сына Каппони-старшего, Коллекция Фрика.

Каппони (итал. Capponi) — знаменитый флорентийский род, оказавший большие услуги государству и науке.
Джино Каппони, прозываемый Старшим, несколько раз был послом республики, в 1382 г. вместе с Пьетро Альбицци завладел властью во Флоренции, был гонфалоньером справедливости в 1401 году, принимал большое участие в завоевании Пизы, управлял ею и умер в 1420 г.
Сын его Нери Каппони и (ум. 1457) также занимал высокое положение в республике. Победой при Ангиери над Никколо Пиччинино в 1444 г. флорентийцы были обязаны его стратегическому таланту. И он, и отец его известны и как историки. Джино Каппони описал, просто и безыскусно, пизанскую войну 1406 г., а Нери оставил на итальянском языке «Комментарии» о собственном участии в управлении с 1419 по 1456 г. Оба сочинения изданы в XVIII т., в «Script. rer. Ital.» Муратори; в XX т. там же Платина описывает жизнь Нери.
Пьеро Каппони (1447−1496), внук Нери, был послом республики ко многим итальянским дворам и во Франции; гонфалоньер справедливости в конце 1494 года во время французской оккупации Флоренции; благодаря, главным образом, его смелости и бесстрашию французский король Карл VIII согласился на более мягкие условия.
Алоизий Каппони (ум. 1659), в 1608 г. возведен в кардиналы. В конклаве после смерти Иннокентия Х он был кандидатом на папский престол, но над ним одержал верх Берберини.
Поэт Винченцо Каппони (ум. 1690), бывший сенатором во Флоренции, написал: «Parafrasi poetiche de’Salmi di David» (Флоренция, 1682) и «Trattati academici di Dio, dell’anima etc» (Флоренция, 1684).
Маркиз Алессандро-Грегорио Каппони (1683—1746) — папский гофмейстер, прославился как археолог и библиограф. Под его руководством был основан капитолийский музей, а он сам был собственником замечательного кабинета редкостей и библиотеки, завещанной им в Ватикан. После смерти его вышел «Catalogo della libraria Capponi» (Рим, 1747). Главные труды его: «Achates Isiacus annularis» (Рим, 1727) и «Museo Capitolino, contenente immagini di uomini illustri» (1741).
Маркиз Джино Каппони (1792—1876), писатель и государственный деятель, посвятил себя, главным образом, изучению истории своего отечества. Он был близок с наиболее видными деятелями умственного возрождения, предшествовавшего в Италии возрождению политическому. Дворец его во Флоренции был главным средоточием литературных знаменитостей того времени. В 1839 г. Каппони почти совершенно лишился зрения, но это не прекратило научных его занятий. В политике он был выразителем идей умеренно-буржуазного либерализма и английского парламентаризма. Когда Тоскану охватило либеральное движение, Каппони был назначен членом государственного совета. В 1848 г. он стал во главе тосканского министерства, но, не будучи в состоянии справиться с крайней партией, скоро вышел в отставку, посоветовав герцогу поручить Монтанелли образование нового кабинета. Революционное движение, заставившее Леопольда бежать из Тосканы и приведшее к установлению республики, вызвало реакцию со стороны умеренно-либеральной партии, одним из представителей которой был Каппони, хлопотавший о реставрации Леопольда II. Последний обманул его надежды на поддержание конституционного строя, и это заставило Каппони удалиться от политической деятельности. В 1869 г. Каппони был членом временного правительства, потом — депутатом тосканского собрания. В 1860 г. он был назначен сенатором объединенного Итальянского королевства. Главный труд его: «Storia della republica di Firenze» (1875). Ему принадлежат ещё: «Fragments sur l’éducation» (Лугано, 1846); «Scritti editi e inediti» (Флор., 1877); «Epistolano» (собрание писем, Флор., 1882—84). См. Tabarrini, «Gino Capponi» (Флор., 1879); A. von Reumont, «Gino Capponi» (Гота, 1880).